# Kochánovice
Kochánovice je osada, část města Slatiňany v okrese Chrudim. Nachází se asi 2,5 km na jihozápad od Slatiňan. V roce 2009 zde bylo evidováno 5 adres. V roce 2001 zde trvale žilo 6 obyvatel. Při severním okraji osady protéká Okrouhlický potok, který je levostranným přítokem řeky Chrudimky.
Kochánovice leží v katastrálním území Trpišov o výměře 4,36 km2.